# Бернс, Кристиан
Кристиан Энтони Бернс (англ. Christian Burns, род. 18 января 1974 в Ливерпуле) — британский музыкант.

## Биография
Родился в семье участника рок-группы The Signs — Тони Бернса. Начинал свою карьеру вместе с группой The Bleach Works (BBMak, наряду с Марком Берри и Стивен McNally), успешно продав 3 миллиона копий своих альбомов, затем группа распалась, где-то в 2003, и каждый стал выступать сольно.
Однажды Кристиан Бернс услышал треки DJ Tiesto на Myspace и решил связаться с ним для сотрудничества.
Tiësto как раз искал нового вокалиста для своего предстоящего альбома «Elements Of Life». Хотя музыкально стиль диджея отличался от того, в котором исполнял Кристиан вместе со своей группой, им показалось интересное сочетание. Этот трек стал топ-1 в хит-парадах и получил награды на MTV и TRL .
Успех композиции «In the Dark» привел к популярности Кристиана Бернса и выступлениях на многих Tiestos Live концертах. После этого последовало сотрудничество с Armin Van Buuren, Paul Van Dyk, BT, Benny Benassi, David Guetta и Richard Durand.
Он также сотрудничал с Benny Benassi, с песней «Love and Motion» и американской певицей Jes Brieden на песню 'As We Collide'.
Основная слава пришла к нему с альбомом BT в 2010 «These Hopeful Machines», соавтором песен «Suddenly», «The Emergency», и «Forget Me». Ему принадлежит основной вокал в «Suddenly» и бэк-вокал в «The Emergency» и «Forget Me».
В 2015 году Кристиан, совместно со Swanky Tunes записал свой новый трек с названием Skin & Bones.